# Schild-Hefte

Logo der Serie

Schild-Hefte – Kameraden im Kampf war eine Kriegsheftromanserie des Schild-Verlags.

## Serie
In den Jahren 1953 bis 1954 erschienen in dieser Heftromanserie, mit einem Umfang von je 32 Seiten, 16 Hefte. Anders als beim Landser, Fliegergeschichten oder SOS standen hier einfache Soldaten im Mittelpunkt der Romane. Laut Verlagswerbung kündeten die Romane „von den Taten, die deutsche Soldaten an allen Fronten für ihr Vaterland vollbrachten.“
In der Aufmachung gleichen die Schild-Hefte der im NS-Staat produzierten Kriegsbücherei der deutschen Jugend.
Während in späteren Reihen wie SOS und Fliegergeschichten Marine und Luftwaffe als Orte der Ritterlichkeit verklärt wurden und im Landser nach redaktioneller Einschätzung negative Kriegsliteratur erschien, hing man beim Schild-Verlag noch altem Gedankengut nach. Das ging so weit, dass im Verlagstext zu Band drei, einem Roman um einen deutschen Fremdenlegionär, sogar mit fast denselben Sätzen („… Deutscher Junge, bewahre dich stets vor solch gnadenlosem Schicksal. …“) wie schon vor dem Ersten Weltkrieg vor der Fremdenlegion gewarnt und in einem anderen Band in Estland gegen bolschewistische Sabotagetrupps gekämpft wurde.

## Titelliste
| #  | Autor                       | tatsächlicher Name                    | Titel                                    |
| -- | --------------------------- | ------------------------------------- | ---------------------------------------- |
| 01 | Erich Kern                  | Erich Kernmayr                        | Signale im Sumpf                         |
| 02 | H. von Derp                 | Johannes von der Planitz              | Im Sudan ist der Teufel los              |
| 03 | Erich Kern                  | Erich Kernmayr                        | Das unheimliche Fort                     |
| 04 | Horst Thate                 |                                       | Ein Panzer und fünf Mann                 |
| 05 | Andreas Weinberger          |                                       | Das narrende Licht                       |
| 06 | H. E. Laturna               |                                       | Minen vor Gaeta                          |
| 07 | Werner Niehaus              | Werner Niehaus                        | Höllentanz am Himmel                     |
| 08 | Anton Graf Bossi Fedrigotti | Anton Bossi Fedrigotti von Ochsenfeld | Warum schweigt Bunker 403?               |
| 09 | Robert Rix                  |                                       | Schüsse im Niemandsland                  |
| 10 | Wolfgang Siegfried          |                                       | Gerammt                                  |
| 11 | Rudolf Krohne               |                                       | Kaperfahrt kreuz und quer über die Meere |
| 12 | Hanns von Kunow             | Johannes von Kunowski                 | Wolf, der Minenhund                      |
| 13 | Will Heilmann               |                                       | Wo bleibt die gelbe Sechs?               |
| 14 | Claus Katschinski           | Claus Katschinski                     | Komet aus dem Norden                     |
| 15 | Erich Kern                  | Erich Kernmayr                        | Heimat im Feuer                          |
| 16 | Claus Katschinski           | Claus Katschinski                     | Fragezeichen um Toulon                   |

## Autoren
Für eine Reihe der Autoren lassen sich Aktivitäten für die NS- und/oder Wehrmachtpropaganda belegen. Andreas Weinberger veröffentlichte vor 1945 auflagenstark im Franz-Eher-Verlag in der Reihe „Soldaten – Kameraden!“. Johannes von Kunowski 1943, herausgegeben auf Veranlassung des Oberkommandos des Heeres: „Eichenlaubträger Leutnant Hein“ in der Reihe „Ritterkreuzträger des Heeres“. Der von Anton Graf Bossi Fedrigotti geschriebene Roman „Standschütze Bruggler“ wurde 1943 als Sonderauflage „Wehrmachtausgabe, für das Sortiment nicht erhältlich“ in Berlin: Zeitgeschichte-Verlag und Paris: Zentrale der Frontbuchhandlung verlegt. Erich Kernmayr war ab 1939 Gaupresseamtsleiter in der Gauleitung Wien.